# Sphaerolana
Sphaerolana är ett släkte av kräftdjur. Sphaerolana ingår i familjen Cirolanidae.
Kladogram enligt Catalogue of Life:
| Sphaerolana | \| \| Sphaerolana affinis \| \| \| \| \| \| Sphaerolana interstitialis \| \| \| \| \| \| Sphaerolana karenae \| \| \| \| |
|             | \| \| Sphaerolana affinis \| \| \| \| \| \| Sphaerolana interstitialis \| \| \| \| \| \| Sphaerolana karenae \| \| \| \| |
|             | Sphaerolana affinis |
|             | |
|             | Sphaerolana interstitialis                                                                                               |
|             | |
|             | Sphaerolana karenae |
|             | |